# Bovill
Bovill est une ville américaine située dans le comté de Latah en Idaho.
La ville doit son nom à Charlotte et Hugh Bovill, qui fondèrent la ville et y installèrent un hôtel en 1901.

## Démographie
| 1920 | 1930 | 1940 | 1950 | 1960 | 1970 |
| ---- | ---- | ---- | ---- | ---- | ---- |
| 589  | 572  | 447  | 437  | 357  | 350  |

| 1980 | 1990 | 2000 | 2010 | - | - |
| ---- | ---- | ---- | ---- | - | - |
| 289  | 256  | 305  | 260  | - | - |

Selon le recensement de 2010, Bovill compte 260 habitants. La municipalité s'étend alors sur 0,19 mille carré (0,49 km2).